# Педро де Бетанкур
Педро де Сан Хосе Бетанкур или светият брат Педро (на испански: Pedro de San José Betancur) е францискански, испански мисионер и светец, основател на Ордена на Дева Мария от Витлеем. Наричан е свети Франциск от Асизи в Америка.

## Живот
Роден e на 21 март 1626 г. във Вилафлор в южната част на остров Тенерифе. Произхожда от семейство със скромен произход. Израства в родното си село, обградено с красиви местности. От ранна възраст се отличава с вътрешна духовност, не излиза от молитвено настроение, дори когато пасе козите на баща си. На 23 години напуска родния остров и заминава за Хавана, а след 2 години се озовава в Гватемала и се установява в страната.
Записва се да учи в йезуитски колеж, който не успява да завърши. Става францискански монах в манастира в Антигуа Гватемала. Започва мисионерска дейност сред прокажени, затворници, роби и индианци. Основава болница и училища за бедни, приют за бездомни, сиропиталища за престарели хора. Последван е от други монаси и основава Ордена на Дева Мария от Витлеем (1656). Считан е за евангелизатор на Гватемала.
Не успява да сбъдне желанието си да се завърне в родината си поради внезапната си смърт. Умира на 41 години на 25 април 1667 г. Погребан е в църквата „Сан Франциско“ в Антигуа Гватемала, където останките му се посещават от хиляди поклонници всяка година.
На 30 юли 2002 г. при посещението си в Гватемала папа Йоан Павел II обявява Педро де Бетанкур за светец. Той става първият светец на Канарските острови, Гватемала и Централна Америка. Неговият празник се празнува всяка година на 24 април.
Педро де Бетанкур е широко считан за покровител на Канарските острови и Гватемала, а също и за символ на вярата в тези региони.